# 강다은
강다은(1992년~)은 대한민국의 가수다. 2022년 5월 부터 트로트 걸그룹 레이디티(Lady T)에서 메인댄서로 활동하다가 2023년 1월 탈퇴했다. 전자현악, 작곡, 댄서, 뮤지컬, 코러스 등 다양한 재능이 있다.

## 기타
- MBTI : ENFJ
- 취미 : 리액션